# Bahnea (gmina)
Bahnea – gmina w Rumunii, w okręgu Marusza. Obejmuje miejscowości Bahnea, Bernadea, Cund, Daia, Gogan, Idiciu i Lepindea. W 2011 roku liczyła 3739 mieszkańców.